# 菜蚜
菜蚜（学名：Brevicoryne brassicae）为常蚜科菜蚜屬下的一个种。